# Świątynia Po Klon Garai
Świątynia Po Klon Garai w Phan Rang-Tháp Chàm − hinduistyczna świątynia z XIII w., miejsce kultu Po Klon Garai, mitycznego króla-boga Czamów z Pandurangi, czczonego jako wcielenie Śiwy.

## Położenie
Świątynia znajduje się na wzgórzu, blisko, ale po przeciwnej stronie, dworca kolejowego Tháp Chàm w miejscowości Phan Rang-Tháp Chàm w środkowym Wietnamie.

## Historia
Konstrukcja świątyni jest datowana na drugą połowę XIII w. n.e. Za jej oficjalnego fundatora uważa się króla Czampy Dżaja Simhawarmana III. Badania archeologiczne i znalezione na terenie świątyni inskrypcje wskazują jednak na istnienie w tym miejscu znacznie starszych obiektów. Według legendy Dżaja Simhawarman III tylko rozbudował świątynię postawioną przez króla Po Klon Garai w ramach wyścigu budowlanego z khmerskim wodzem Hakhalem. Celem współzawodnictwa było uniknięcie rozlewu krwi między Czamami i Khmerami. Król Czamów wygrał, wcześniej kończąc swoją budowlę. Pokonani w ten sposób Khmerzy wycofali swoje wojska z Pandurangi. Okres historyczny, któremu przypisuje się tę opowieść, przypada na panowanie króla Angkoru Dżajawarmana VII. Okres ten jest obecnie poddawany rewizji. Kontrowersje budzi zwłaszcza interpretacja wydarzeń, wykazująca, że działania wojskowe nie miały charakteru morderczych zmagań dwóch narodów, lecz bardziej przypominały wojnę domową.  Świątynia Po Klon Garai jest jedną z najlepiej zachowanych świątyń Czamów. Na początku XX w. francuscy badacze z EFEO prowadzili na terenie świątyni prace wykopaliskowe. Przeprowadzono również restaurację świątyni (w 1905 i w 1908). Kolejną renowację wykonał w latach 90. XX w. zespół konserwatorów kierowany przez Kazimierza Kwiatkowskiego.

## Architektura
Zespół świątynny, zbudowany na otoczonej niskim murem platformie, składa się z trzech budowli nazywanych wieżami:
- Kalan główna wieża o wysokości 20,5 m.
- Kośagryha o wysokości 9,31 m.
- Gopura o wysokości 8,56 m.
- Mandapa z której pozostał jedynie, otoczony niewysokim murkiem, podest[6].

Wieże zostały zbudowane z cegły, przy zastosowaniu łęku pozornego, czego rezultatem są grube mury i niewielkie wnętrza. W głównym sanktuarium, w kalanie, znajduje się linga, przedstawiona w formie mukhalingi, tj. lingi z wizerunkiem bóstwa. W przedsionku natomiast umieszczono leżący posąg byka nandi. Na frontonie, nad głównym wejściem, jest umieszczona bardzo dobrze zachowana płaskorzeźba przedstawiająca wieloręcznego Śiwę.

## Obiekty infrastruktury
Obecnie wzgórze, na którym znajduje się świątynia, zostało ogrodzone, a teren uporządkowany. U podnóża powstał rozległy ośrodek kultury Czamów, z galerią sztuki, skansenem i infrastrukturą turystyczną.

## Patron
Świątynia poświęcona jest królowi-bogu Po Klon Garai, uważanemu za wcielenie Śiwy. Nadal pełni funkcję religijną miejsca jego kultu. Współczesna tablica umieszczona w pobliżu świątyni przypisuje królowi Po Klon Garai budowę powstałego w średniowieczu i czynnego do dzisiaj systemu irygacyjnego, stanowiącego podstawę miejscowego rolnictwa. Według tablicy, Po Klon Garai żył w latach 1151–1205. W legendzie jego postać jest kojarzona z królem Czampy Dżaja Indrawarmanem IV.

## Kalendarz świąt i rocznic[2]
- Święto Katé obchodzone na początku siódmego miesiąca według kalendarza czamskiego (na przełomie wrzesień- październik).
- Święto Cabur (na przełomie styczeń-luty)
- Święto Po Sah Ino (na przełomie czerwca i lipca)

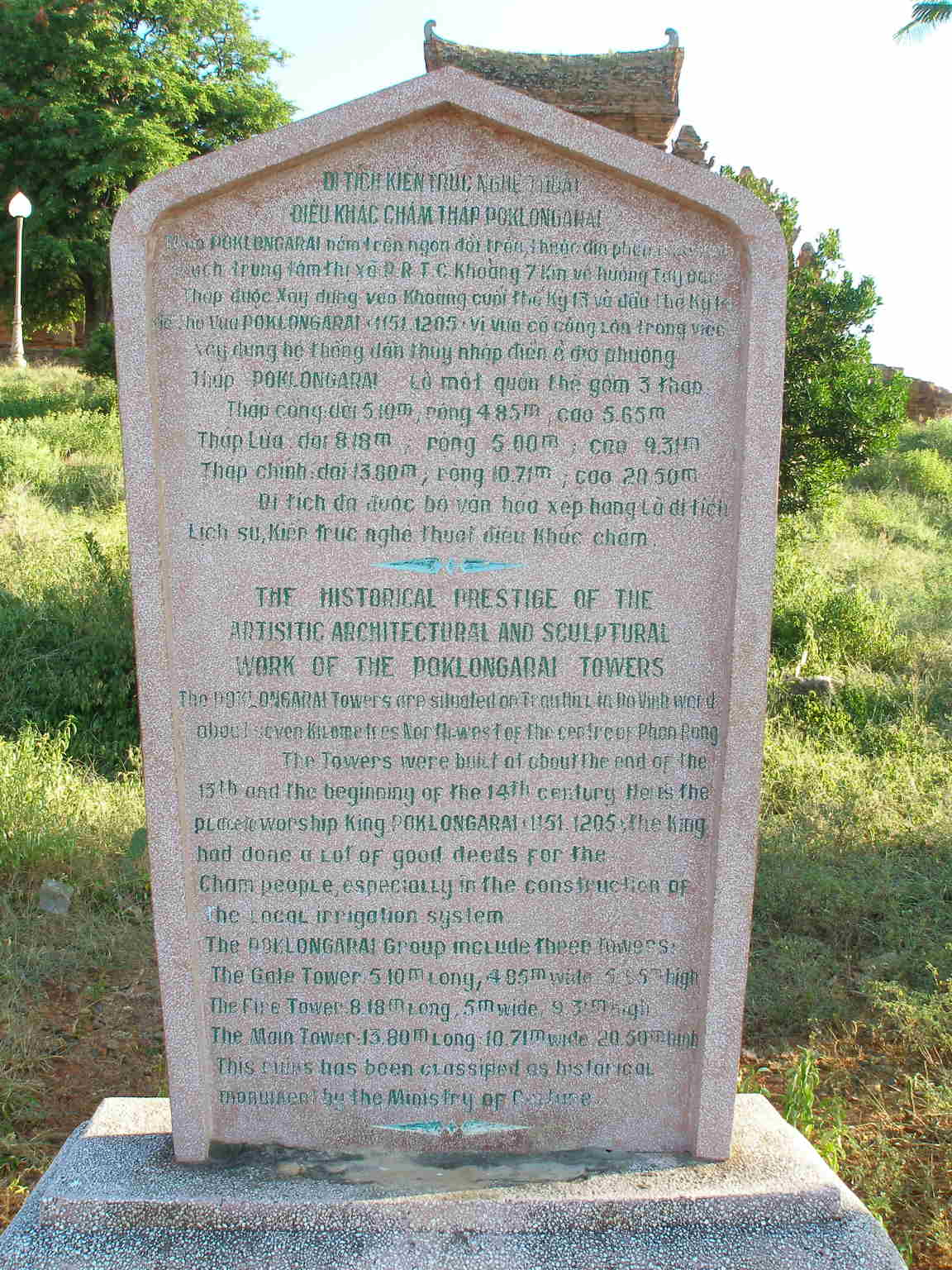
Współczesna stela z opisem świątyni